# Mont-real (Ardecha)
Montréal és un municipi francès situat al departament de l'Ardecha i a la regió d'Alvèrnia-Roine-Alps. L'any 2007 tenia 498 habitants.

## Demografia

### Població
El 2007 la població de fet de Montréal era de 498 persones. Hi havia 210 famílies de les quals 60 eren unipersonals (32 homes vivint sols i 28 dones vivint soles), 69 parelles sense fills, 69 parelles amb fills i 12 famílies monoparentals amb fills.
La població ha evolucionat segons el següent gràfic:
Habitants censats

### Habitatges
El 2007 hi havia 366 habitatges, 213 eren l'habitatge principal de la família, 148 eren segones residències i 4 estaven desocupats. 299 eren cases i 27 eren apartaments. Dels 213 habitatges principals, 158 estaven ocupats pels seus propietaris, 37 estaven llogats i ocupats pels llogaters i 18 estaven cedits a títol gratuït; 1 tenia una cambra, 8 en tenien dues, 42 en tenien tres, 65 en tenien quatre i 97 en tenien cinc o més. 157 habitatges disposaven pel capbaix d'una plaça de pàrquing. A 99 habitatges hi havia un automòbil i a 97 n'hi havia dos o més.

### Piràmide de població
La piràmide de població per edats i sexe el 2009 era:
| Homes | Edats   | Dones |
| ----- | ------- | ----- |
| 0     | 95 o +  | 0     |
| 0     | 90 a 94 | 0     |
| 4     | 85 a 89 | 4     |
| 4     | 80 a 84 | 4     |
| 0     | 75 a 79 | 12    |
| 16    | 70 a 74 | 8     |
| 12    | 65 a 69 | 12    |
| 16    | 60 a 64 | 20    |
| 8     | 55 a 59 | 8     |
| 24    | 50 a 54 | 20    |
| 16    | 45 a 49 | 16    |
| 16    | 40 a 44 | 20    |
| 16    | 35 a 39 | 8     |
| 12    | 30 a 34 | 20    |
| 24    | 25 a 29 | 24    |
| 4     | 20 a 24 | 4     |
| 32    | 15 a 19 | 16    |
| 12    | 10 a 14 | 4     |
| 16    | 5 a 9   | 16    |
| 8     | 0 a 4   | 16    |

## Economia
El 2007 la població en edat de treballar era de 308 persones, 218 eren actives i 90 eren inactives. De les 218 persones actives 191 estaven ocupades (102 homes i 89 dones) i 27 estaven aturades (13 homes i 14 dones). De les 90 persones inactives 33 estaven jubilades, 27 estaven estudiant i 30 estaven classificades com a «altres inactius».

### Ingressos
El 2009 a Montréal hi havia 217 unitats fiscals que integraven 513 persones, la mediana anual d'ingressos fiscals per persona era de 16.909 €.

### Activitats econòmiques
Dels 24 establiments que hi havia el 2007, 1 era d'una empresa de fabricació d'altres productes industrials, 6 d'empreses de construcció, 4 d'empreses de comerç i reparació d'automòbils, 1 d'una empresa de transport, 7 d'empreses d'hostatgeria i restauració, 2 d'empreses immobiliàries, 1 d'una empresa de serveis, 1 d'una entitat de l'administració pública i 1 d'una empresa classificada com a «altres activitats de serveis».
Dels 7 establiments de servei als particulars que hi havia el 2009, 2 eren paletes, 1 fusteria, 1 lampisteria, 1 electricista i 2 restaurants.
L'any 2000 a Montréal hi havia 23 explotacions agrícoles que ocupaven un total de 49 hectàrees.

## Poblacions més properes
El següent diagrama mostra les poblacions més properes.